# Boundary Creek (Bechler River)
Der Boundary Creek ist ein etwa 32 km langer, rechter Nebenfluss des Bechler River in den US-Bundesstaaten Wyoming und Idaho. Er fließt auf seiner gesamten Länge durch den Yellowstone-Nationalpark.

## Verlauf
Der Boundary Creek entspringt auf dem westlichen Hochplateau des Yellowstone-Nationalparks unweit der kontinentalen Wasserscheide im nördlichen Teton County in Wyoming auf einer Höhe von etwa 2570 m. Von dort fließt er zunächst nach Südwesten, erreicht das Fremont County in Idaho und schlägt kurz darauf einen südöstlichen Verlauf ein, den er bis zur Mündung beibehält. Wieder in Wyoming verläuft er leicht mäandrierend flussabwärts und fällt über die rund 30 m hohen Dunanda Falls hinab. Unterhalb der Wasserfälle verläuft er in stark mäandrierendem Verlauf durch die Bechler Meadows, bevor er nordöstlich des Lilypad Lake auf einer Höhe von 1950 m in den hier nach Südosten fließenden Bechler River mündet. Der Boundary Creek Trail folgt einem Großteil des Flussverlaufs.

## Hydrologie
Der Boundary Creek ist als Nebenfluss des Bechler River Teil des Einzugsgebietes des Fall River, der über Henrys Fork, Snake River und Columbia River in den Pazifischen Ozean entwässert. Das Einzugsgebiet des Boundary Creek umfasst ein Areal von etwa 233 km² und grenzt an die Einzugsgebiete von Little Firehole River und Iron Spring Creek im Nordosten, Firehole River und Ouzel Creek im Osten, Rock Creek und Robinson Creek im Südwesten, Warm River im Westen sowie Thirsty Creek im Nordwesten. Der mittlere Abfluss (MQ) am Pegel an der Bechler Ranger Station beträgt 3,14 m³/s, die größten Abflüsse finden sich in den Monaten Mai und Juni. Der Boundary Creek ist der größte Zufluss des Bechler River und länger als der Fluss, in den er mündet. 

## Belege
1. ↑  Boundary Creek (Bechler River). In: Geographic Names Information System. United States Geological Survey, United States Department of the Interior (englisch).
2. ↑  USGS 13046680 BOUNDARY CREEK NR BECHLER RANGER STATION Y.N.P. WY. Abgerufen am 14. Juni 2025.